# P.G.T. Beauregard
Pierre Gustave Toutant de Beauregard (28. maj 1818 – 20. februar 1893), stammede fra Louisiana og var general i Sydstaternes hær under den amerikanske borgerkrig. Han var også forfatter, politiker og opfinder.
Beauregard var den første sydstatsgeneral, som blev kendt. Han kommanderede forsvaret af Charleston i South Carolina under slaget om Fort Sumter den 12. april 1861 og tre måneder senere sejrede han i det første slag ved Bull Run nær Manassas i Virginia.
Han kommanderede også hære i Det vestlige Operationsområde i borgerkrigen herunder Slaget ved Shiloh i Tennessee og Belejringen af Corinth i det nordlige Mississippi. Hans formentlig største bedrift var formentlig at forsvare Petersburg, og dermed Sydstaternes hovedstad Richmond mod en meget større unionsstyrke i juni 1864. Desværre blev hans indflydelse på Sydstaternes strategi begrænset af hans dårlige forhold til sydstaternes præsident Jefferson Davis og andre højtstående generaler og embedsmænd.

## Det tidlige liv
Beauregard blev født på "Contreras" plantagen udenfor New Orleans, ind i en hvid kreolsk familie. Hans gik i skoler i New Orleans og dernæst på en fransk skole i New York. Han blev uddannet til officer på West Point og fik sin eksamen i 1838 og var fremragende artillerist og ingeniørsoldat.
Under den Mexicansk-amerikanske krig gjorde Beauregard tjeneste som ingeniør under General Winfield Scott. Man fik en midlertidig forfremmelse til kaptajn efter slagene ved Contreras og Churubusco og igen til major efter Chapultepec, hvor han blev såret i skulderen og hoften.
I 1841 giftede Beauregard sig med Marie Laure Villeré, datter af Jules Villeré, en sukker planter in Plaquemines Parish. Marie var barnebarn af Jacques Villeré, den 2. guvernør af Louisiana. Parret fik 3 børn, René, Henry, and Laure. Marie døde i 1850. Ti år senere giftede Beauregard sigmed Caroline Deslonde, datter af André Deslonde, en sukker planter fra St. James Parish. Caroline var også svigerinde til John Slidell, en senator fra Louisiana og senere sydstatsdiplomat.
Beauregard gik i kort tid ind i politik i sin hjemby og tabte snævert i valget til borgmester i New Orleans i 1858. Han var chefingeniør med ansvar for kloakeringen i New Orleans fra 1858 til 1861, og styrede byggeriet af toldbygningen der. Derefter vendte han tilbage til West Point for at undervise og der blev han udnævnt til superintendent for Det Militære Akademi i januar 1861, men trak sig tilbage kun 5 dage senere da Louisiana trådte ud af Unionen.

## Borgerkrig
Beauregard gik ind i Sydstatshæren som brigadegeneral i marts 1861, men blev forfremmet den 21. juli og blev en af efterhånden 8 fulde generaler i Sydstatshæren. Datoen for hans udnævnelse gjorde ham til den 5. højest rangerende general. Han anbefalede, at man placerede stærker styrker til at forsvare New Orleans, men blev underkendt af præsidenten. På den baggrund begyndte gnidningerne mellem Beauregard og Davis som ville vokse som tiden gik.
Beauregards første kommando var kom leder af styrkerne i Charleston. Efter at der var gået meget tid og Sydstaterne havde stillet mange krav til Lincoln om at fjerne Unionstropperne fra Sydstaternes jord åbnede han ild mod Fort Sumter som blev holdt af unionsstyrker. Dette var startskuddet til den amerikanske borgerkrig, selv om ingen blev dræbt ved skudvekslingen. Beauregard og General Joseph E. Johnston fra Virginia ledede sydstaternes styrker til sejr i det første slag ved Bull Run, hvor de besejrede generalmajor Irvin McDowell, en af Beauregards klassekammerater fra West Point. Under slaget benyttede han Quaker kanoner – kanonattrapper, så modstanderen troede, at han havde flere kanoner eller at de var opstillet på en anden måde end de rent faktisk var – en taktik som han også brugte i senere slag.
Beauregard blev forflyttet til Tennessee og overtog kommandoen over Sydstatshæren under slaget ved Shiloh da general Albert Sidney Johnston blev dræbt. Selv om den første dags kampe havde været en succes (6. april 1862) afblæste Beauregard kampen for tidligt, idet han regnede med at Unionshæren var slået. I løbet af natten fik generalmajor Ulysses S. Grant forstærkninger og han igangsatte et modangreb næste morgen. Beauregard blev senere tvunget væk fra sin forsyningsbase Corinth i Mississippi, af styrker under Generalmajor Henry W. Halleck. Derefter overdrog kan ledelsen af hæren til General Braxton Bragg fra Alabama.
Derefter overtog Beauregard kommandoen over kystforsvaret i Georgia og South Carolina. Han havde succes med at forsvare Charleston mod gentagne angreb fra Unionen fra 1862 til 1864. I 1864 bistod han Robert E. Lee ved forsvaret af Richmond. Han besejrede Benjamin Franklin Butler i Bermuda Hundred kampagnen nær Drewry's Bluff. Han fulgte denne sejr op med et desperat forsvar af Petersburg. His lille styrke på 2.200 mand modstod et angreb fra 16.000 Unionstropper, i Det andet slag ved Petersburg. Han satsede ved at trække sine tropper tilbage fra stillingerne ved Bermuda Hundred for at forstærke Petersburg. Han gik ud fra, at Butler ikke ville udnytte åbningen, og hans satsning virkede, så han kunne holde Petersburg længe nok til at Lee's hær nåede frem.
Selvsikker efter sejren over Butler foreslog Beauregard Lee og Davis, at han skulle indlede en stor invasion af Nordstaterne, som ville besejre Grant og Butler og vinde krigen.
I stedet, formentlig for at fjerne ham som irritationsmoment for Lee i Virginia, fik han kommandoen over styrkerne i Vest. Da alle hans styrker var indsat andetsteds (i Tennessee, Alabama og Mississippi), havde han utilstrækkelige styrker til at bremse de overlegne styrker under William Tecumseh Sherman under Shermans march mod havet. Han og Joseph E. Johnston overgav sig til Sherman nær Durham i North Carolina i april 1865.

## Efter krigen
Efter krigen var Beauregard fortaler for borgerrettigheder og stemmeret for de nyligt frigivne slaver, en holdning som var sjælden blandt højtrangerede sydstatsgeneraler. Beauregard var Demokrat som arbejdede for at få en afslutning på Republikanernes ledelse af landet i Genopbygningsperioden.
Beauregards militære bøger omfatter Principles and Maxims of the Art of War (1863), Report on the Defense of Charleston, og A Commentary on the Campaign and Battle of Manassas (1891). Han var ikke nævnt som medforfatter til The Military Operations of General Beauregard in the War Between the States (1884). Han bidrog med artiklen "The Battle of Bull Run" i Century Illustrated Monthly Magazine i november 1884. Igennem disse år offentliggjorde Beauregard og Jefferson Davis en serie bitre beskyldninger og modbeskyldninger mod hinanden for at have forårsaget Sydstaternes nederlag.
General Beauregard afslog tilbud om at overtage kommandoen over hæren i Rumænien (1866) og Ægypten (1869). I stedet blev han involveret i at fremme jernbanebyggeri, både som bestyrelsesmedlem og som rådgivende ingeniør. Han var direktør for New Orleans, Jackson & Mississippi Railroad fra 1865 til 1870, og direktør for New Orleans og Carrollton Street Railway, 1866 til 1876, for hvem han opfandt et system med kabeldrevne sporvogne.
Beauregard deltog i ledelsen af staten Louisiana, først som generaladjudant for statens milits dernæst som en knap så succesfuld leder af Louisiana Lottery. Selv om han blev betragtet som en hæderlig person lykkedes det ham ikke at fjerne korruptionen i lotteriet.
I 1888 blev Beauregard valgt som commissioner for offentlige værker i New Orleans.
P.G.T. Beauregard døde i New Orleans og ligger i "The tomb of the Army of Tennessee"" på den historiske Metairie kirkegård der.

## Eksterne links
- P. G. T. Beauregard biografi og tidslinie Arkiveret 24. februar 2006 hos  Wayback Machine